# Matheus van Schoneveld
Matheus IV 'von Velen' van Schoneveld (von Schoneveld) (ca. 1400 – ca. 1486) was heer van Borculo, vrijschepen van het Heilige Roomse Rijk en in 1456 burgemeester van Vollenhove. Hij bezat het huis Mallem bij Eibergen.
Zijn oudgrootvader was Ludolphus van Schonevelde van Bentheim.